# Tapis de souris
Pour les articles homonymes, voir Tapis (homonymie).
Un tapis de souris est un petit tapis de bureau antidérapant, souvent décoratif et ergonomique, utilisé pour améliorer l'efficacité d'utilisation et de précision des souris informatique à détection de mouvement mécanique à boule, ou infrarouge.

## Historique
Les premiers tapis étaient en mousse, pour améliorer l'efficacité de la bonne adhérence continue, d'un mécanisme de détection de déplacement à base de boule. 
Depuis l'évolution des souris vers un système de capteur optique infrarouge de mouvement, les tapis permettent une meilleure qualité de détection infrarouge, grâce à des matériaux textiles ou plastifiés... 
Des tapis plus grands avec moins de frottement sont conçus pour les sports électroniques.
Ils sont généralement de forme rectangulaire, circulaire, ou de forme plus originale, voire humoristique. Leur surface peut être unie ou présenter des motifs, des images, de la publicité (communication, marketing...).
Sur la plupart des surfaces de bureau, les tapis de souris ne sont pas nécessaires. Cependant, sur verre détrempé, beaucoup de souris optiques nécessitent un tapis car le faisceau lumineux n'est pas suffisamment réfléchi.

## Caractéristiques des tapis

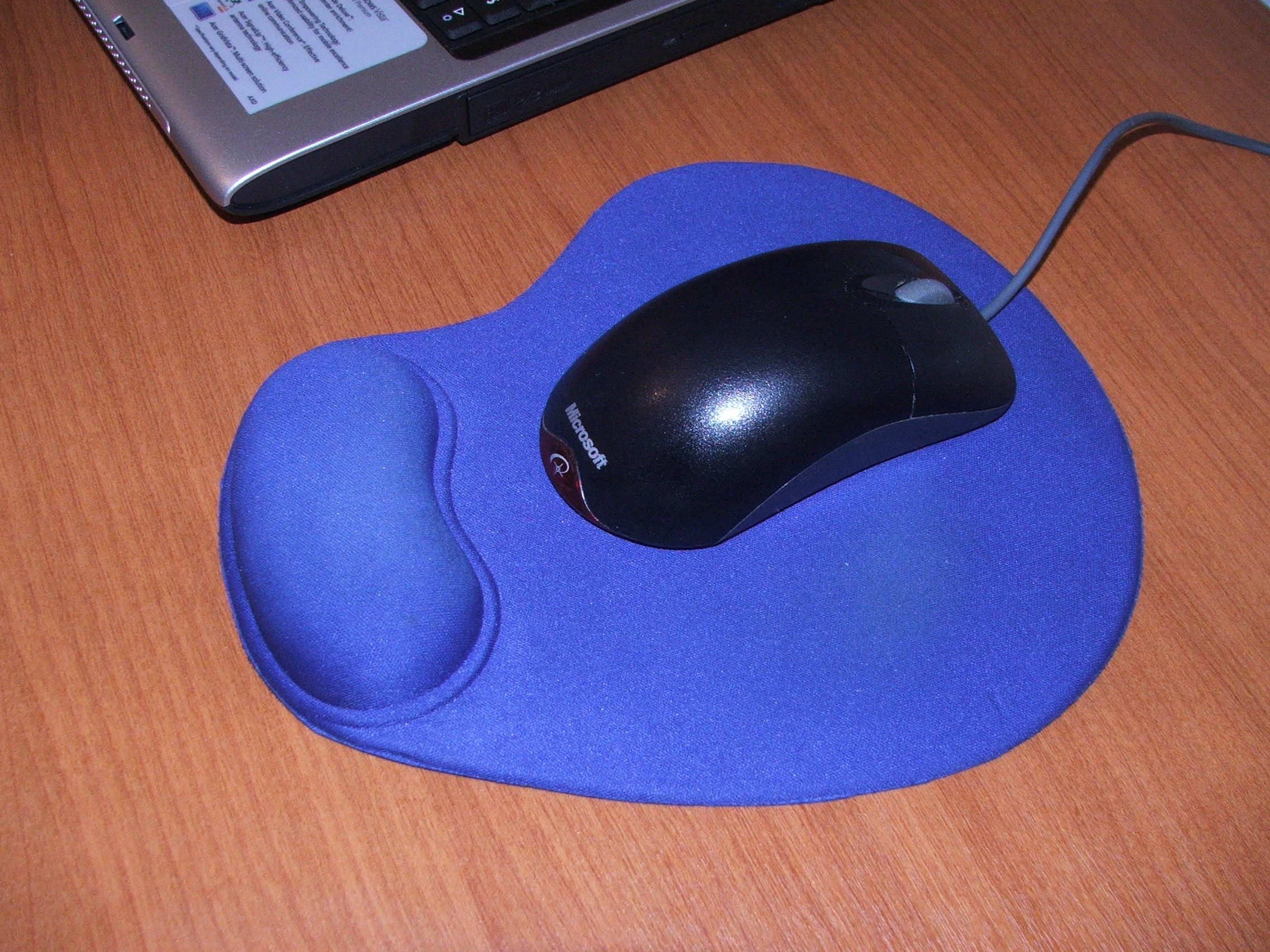
Tapis de souris avec repose-paume ergonomique.

Il existe différents niveaux de qualité pour les tapis de souris. Les plus simples en tissu de couleur unie, sont disponibles pour quelques euros en grande surface.
Des tapis plus haut de gamme, destinés aux joueurs exigeants (également appelés tapis de souris gamer/gaming), peuvent coûter jusqu'à plusieurs dizaines d'euros. Les tapis de souris ergonomiques sont quant à eux un moyen de lutter contre les troubles musculosquelettiques (TMS) et d'éviter le syndrome du canal carpien. Plusieurs caractéristiques sont prises en compte pour que chacun trouve celui qui convient à sa souris et à son type de jeu :
- matière du tapis : en tissu, en plastique, en métal, en verre ou en fibre de verre ;
- taille du tapis : petit, moyen ou grand ;
- épaisseur du tapis : fin, médium ou épais ;
- surface du tapis : lisse, texturée, granulée ou à deux faces ;
- avec option repose-paume, ou fixation pour le fil de la souris.